# Der Deutsche Fahrradpreis – best for bike

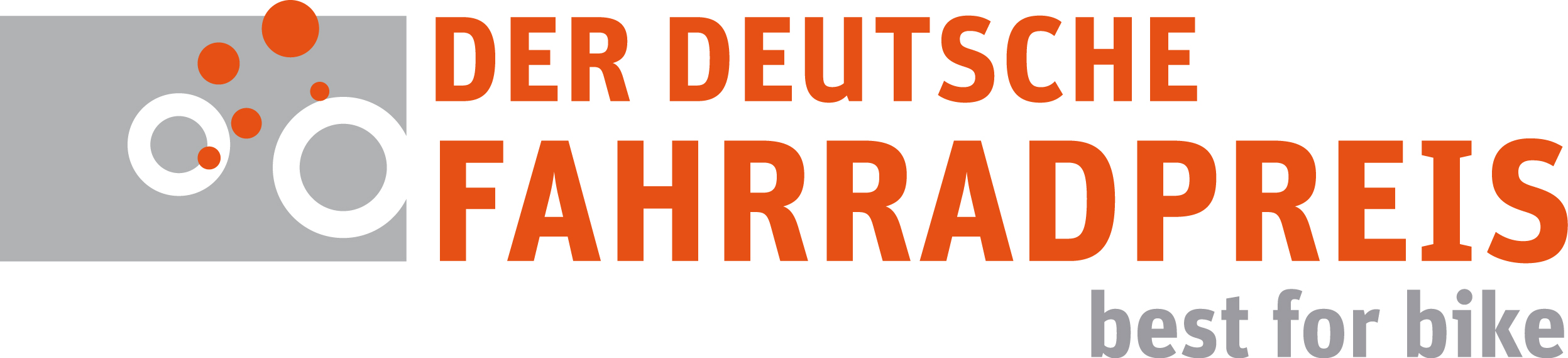
Der Deutsche Fahrradpreis – Logo

Der Deutsche Fahrradpreis – best for bike ist ein bundesweiter Wettbewerb, der seit 2000 jährlich Projekte und Maßnahmen der Radverkehrsförderung würdigt. Initiatoren des Wettbewerbs sind das Bundesministerium für Verkehr (BMV) und die Arbeitsgemeinschaft fußgänger- und fahrradfreundlicher Städte, Gemeinden und Kreise in Nordrhein-Westfalen (AGFS NRW). Der Zweirad-Industrie-Verband (ZIV) und der Verbund Service und Fahrrad (VSF) unterstützen den Wettbewerb als Partner.

## Kategorien

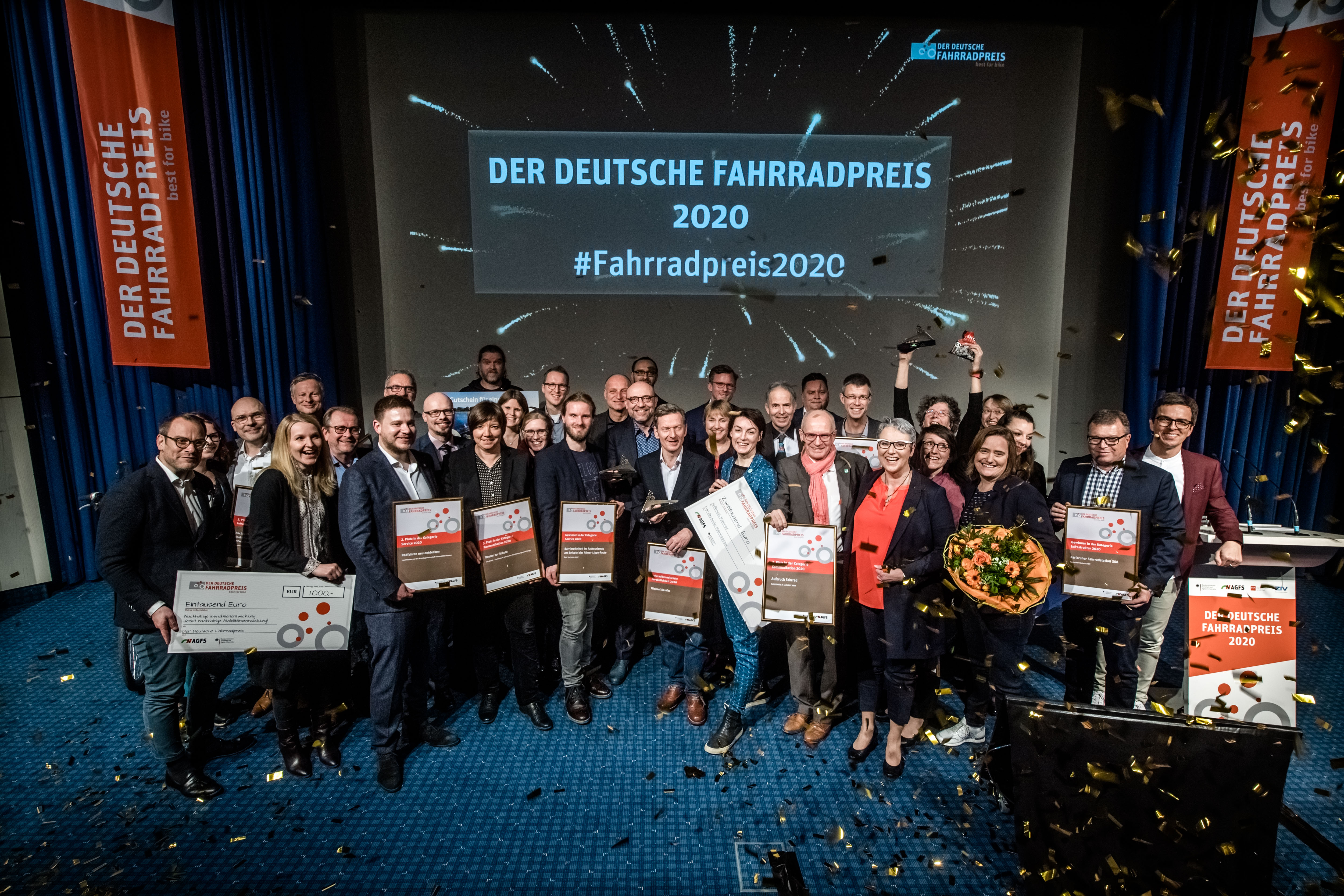
Preisträger:innen des Deutschen Fahrradpreises 2020

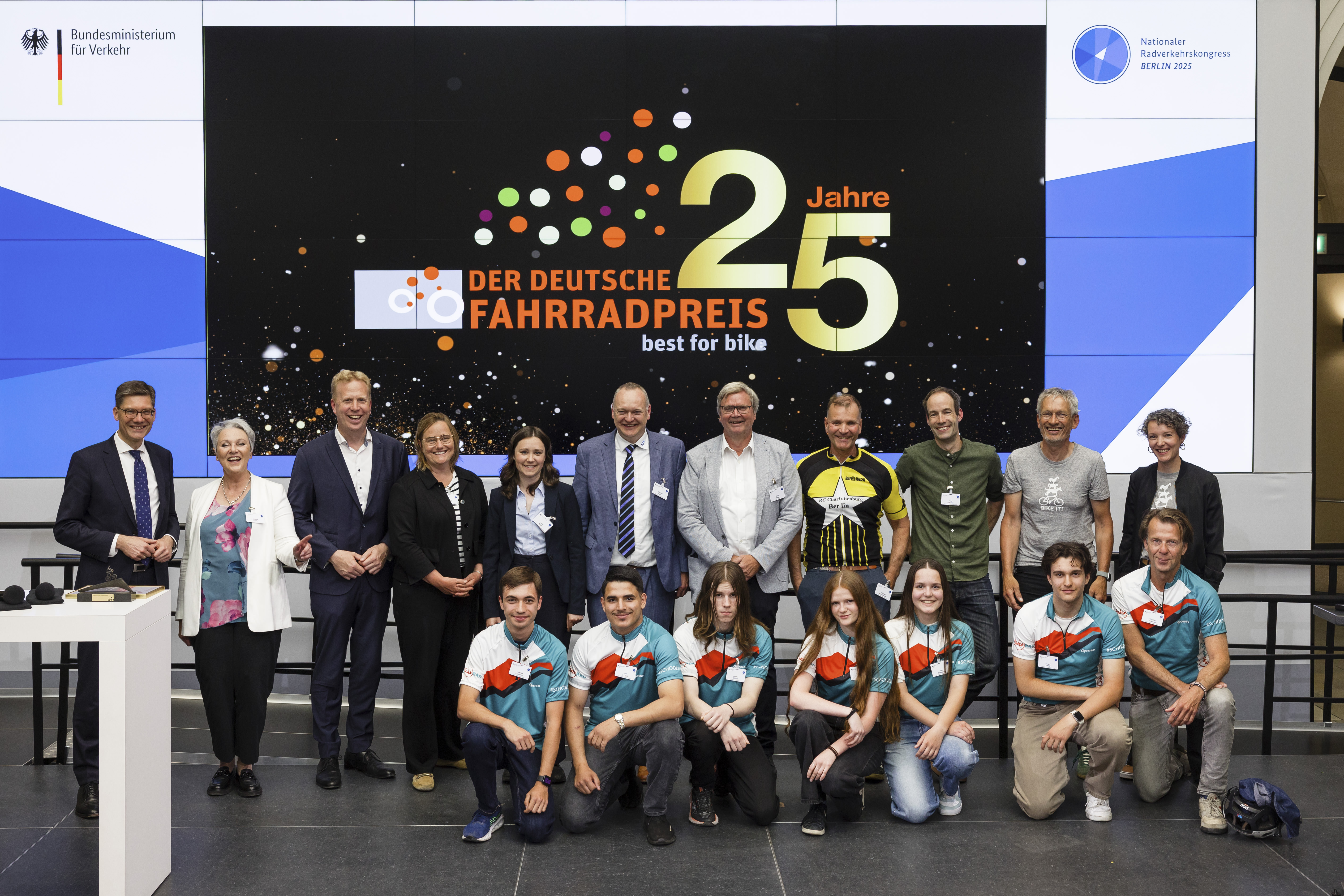
Siegerprojekte des Deutschen Fahrradpreises 2025

### Infrastruktur, Service & Kommunikation und Ehrenamt
Der Deutsche Fahrradpreis in den drei Kategorien „Infrastruktur“, „Service & Kommunikation“ und „Ehrenamt“ verliehen. Der Preis ist mit insgesamt 15.000 Euro dotiert. Die Siegerprojekte in den drei Kategorien erhalten jeweils 5.000 Euro.
Ausgezeichnet werden Projekte und Maßnahmen, die den Radverkehr im Alltag oder in der Freizeit fördern, vereinfachen oder unterstützen. Es können sich öffentliche und private Institutionen, Einzelpersonen, Gruppen und Vereine bewerben. Erkennbares Ziel der eingereichten Projekte und Maßnahmen sollte die Schaffung eines gesellschaftlichen Mehrwertes für besseren Radverkehr sein.
Zu den ausgezeichneten Projekten gehören beispielsweise technische Innovationen, bauliche Maßnahmen, herausragendes Engagement einzelner Personen, ehrenamtlicher Einsatz, Veranstaltungen, Serviceleistungen, fahrradspezifische Vergünstigungen oder Kommunikationsmaßnahmen. 

### Die fahrradfreundlichste Persönlichkeit
„Die fahrradfreundlichste Persönlichkeit“ ist eine meinungsbildende Person, die sich in der Öffentlichkeit als Fahrradfahrer bekennt und damit das Image dieses Verkehrsmittels in besonderer Weise aufwertet. Als Person des öffentlichen Lebens trägt die Preisträgerin oder der Preisträger dazu bei, eine breite Öffentlichkeit zum Fahrradfahren zu motivieren.

## Foto- und Fahrradkulturwettbewerb
Seit 2012 werden beim Fotowettbewerb des deutschen Fahrradpreises jedes Jahr die schönsten Fahrradfotos zu einem ausgewählten Motto ausgezeichnet. Seit 2020 werden auch die besten eingereichten Videos, Lieder, Texte oder Kunstwerke beim Fahrradkulturwettbewerb prämiert. Seit 2022 wird kein Foto- und Fahrradkulturwettbewerb ausgelobt.

## Preisträger

### Die fahrradfreundlichste Entscheidung
| Jahr | Kategorie *             | Gewinner |
| ---- | ----------------------- | --- |
| 2000 |                         | Call a bike, München |
| 2001 |                         | Rollfiets Club e.V., Stuttgart |
| 2002 |                         | „Mit dem Rad zur Arbeit“, Bayern |
| 2003 |                         | Kostenlose Fahrradmitnahme im öffentlichen Verkehr in Baden-Württemberg |
| 2004 |                         | Nordrhein-Westfalen für ersten Radroutenplaner: www.radroutenplaner.nrw.de |
| 2005 |                         | Gemeinde Uplengen für überdurchschnittliche Radverkehrsförderung |
| 2006 |                         | Lippe-Fähre in Wesel |
| 2007 |                         | Schülerbefragung „Fahr Rad zur Schule!“, Stuttgart |
| 2008 |                         | Mobile Bürgerversammlung in Nürnberg |
| 2009 |                         | Fahrradfreundlicher Kirchentag in Bremen |
| 2010 |                         | Meldeplattform Radverkehr für die Region Frankfurt/RheinMain |
| 2011 |                         | Fahrradbotschafter Moers |
| 2012 | Alltagsmobilität        | Fahrradfreundliches Kreishaus Düren |
| 2012 | Freizeit/Tourismus      | Bikepark Trippstadt |
| 2013 | Alltagsmobilität        | Markierung Jakobistraße in Soest |
| 2013 | Freizeit/Tourismus      | Musikfestspiele Potsdam Sanssouci |
| 2014 | Alltagsmobilität        | Schaffung einer vorbildhaften Wegeverbindung für den Nahverkehr, Bezirk Hamburg-Mitte |
| 2014 | Freizeit/Tourismus      | Konzertkultour „Fahrradgarderobe“ |
| 2015 | Infrastruktur           | Nordbahntrasse Wuppertal |
| 2015 | Service                 | Fahrräder für Flüchtlinge |
| 2015 | Kommunikation           | Fahrradfreundliches Karlsruhe „Tu’s aus Liebe“ |
| 2016 | Infrastruktur           | Die Stadt Nürnberg mit dem Projekt „Radständer für die Nordstadt“. |
| 2016 | Service                 | Das Wiesbadener „Kiezkaufhaus“, das online bestellte Artikel per Fahrrad liefert. |
| 2016 | Kommunikation           | Der Künstler Norbert Krause aus Mönchengladbach mit seinem Projekt „200 Tage Fahrradstadt“ |
| 2017 | Infrastruktur           | Fahrbahnmarkierungen mit einer Piktogrammkette – um Radfahrern in Mainz zu zeigen, wann sie trotz Radweg die Straße nutzen dürfen |
| 2017 | Service                 | „TINK – Transportrad-Initiative nachhaltiger Kommunen“ aus Konstanz und Norderstedt – ein unkompliziertes, vollautomatische Verleihsystem |
| 2017 | Kommunikation           | Kampagne „#woparkstdudenn?“ aus Heidelberg – ein in einer Fahrradstraße abgestelltes Auto wurde vollständig mit Post-it Zetteln geklebt |
| 2018 | Infrastruktur           | Die Freie Hansestadt Bremen mit dem Projekt „Deutschlands erstes Fahrradquartier“ |
| 2018 | Service                 | #Bikeygees e.V. – ein Verein in Berlin bringt geflüchtete Frauen zum Radfahren |
| 2018 | Kommunikation           | Volksentscheid Fahrrad: Berlin dreht sich! – Deutschlands erstes Radgesetz |
| 2019 | Infrastruktur           | Der Regionalverband Ruhr mit dem Projekt „Weiterentwicklung des Regionalen Radwegenetzes in der Metropole Ruhr“ |
| 2019 | Service                 | Freie Lastenräder – Initiativen, die (kostenfreien) Lastenräder-Verleih ermöglicht. |
| 2019 | Kommunikation           | Das Kölner Aktionsbündnis #RingFrei |
| 2020 | Infrastruktur           | 1. Platz Karlsruher Fahrradstation Süd – Karlsruher Fächer GmbH 2. Platz: Verkehrsfläche neu verteilt – Fahrradstraße setzt neue Maßstäbe für zu Fuß Gehende und Radfahrende – Stadt Köln: Amt für Straßen und Verkehrsentwicklung 3. Platz: Nachhaltige Immobilienentwicklung denkt nachhaltige Mobilitätsentwicklung! – Würschinger Architekten und Bicicli Holding GmbH |
| 2020 | Service                 | 1. Platz: Barrierefreiheit im Radtourismus am Beispiel der Römer-Lippe-Route – Ruhr Tourismus GmbH 2. Platz: Radfahren neu entdecken – Land Hessen und die Arbeitsgemeinschaft Nahmobilität Hessen 3. Platz: Schule im Velodrom – Marketing & Communication der Berliner 6-Tage-Rennen GmbH                                                                                |
| 2020 | Kommunikation           | 1. Platz: Freshbrains helfen Einsteigerkommunen in den Sattel – Bergische Universität Wuppertal und Breda University of Applied Science 2. Platz: Aufbruch Fahrrad – Radkomm e. V. und ADFC NRW 3. Platz: Besser zur Schule – ivm GmbH – Fachzentrum Schulisches Mobilitätsmanagement Hessen                                                                               |
| 2021 | Infrastruktur           | 1. Platz: Pop-up-Radwege in Berlin – Friedrichshain-Kreuzberg 2. Platz: Fahrradstraßen 2.0 in Münster 3. Platz: Qualitätsstandards und Musterlösungen für das Radnetz Hessen – Sicher Radfahren für alle |
| 2021 | Service                 | 1. Platz: Digitalisierung nutzen: GPS-Radverkehrsdaten für eine ganzheitliche Radverkehrsstrategie 2. Platz: Proberadeln für Familien mit kleinen Kindern 3. Platz: Fahrräder bewegen Bielefeld |
| 2021 | Kommunikation           | 1. Platz: Kidical Mass Aktionswochenende 2020: Platz da für die nächste Generation! 2. Platz: Rücksicht macht Wege breit! 3. Platz: Der Berliner Straßencheck – Studie zur subjektiven Sicherheit im Radverkehr |
| 2022 | Infrastruktur           | 1. Platz: Radnetz OWL 2. Platz: DeinRadschloss 3. Platz: Fahrradzone Nauwieser Viertel |
| 2022 | Service & Kommunikation | 1. Plätze: OpenBikeSensor und SimRa: Sicherheit im Radverkehr 2. Platz: Bürgerpartizipation zum Radentscheid München 3. Platz: bikeSim |
| 2023 | Infrastruktur           | 1. Platz: Kanalpromenade Münster 2. Platz: Fahrradparken macht Kreuzungen sicherer 3. Platz: Entwicklung des Bedarfsplans für Radwege an Bundes- und Landesstraßen in Baden-Württemberg |
| 2023 | Service & Kommunikation | 1. Platz: KVB-Lastenrad 2. Platz: Gemeinnütziges Projekt zur Fahrradwegpflege 3. Platz: PrioBike-HH |
| 2024 | Infrastruktur           | integrierte Radverkehrsplanung in Frankenberg |
| 2024 | Service & Kommunikation | Beratungsstelle Bike+Ride der Nahverkehrsgesellschaft Baden-Württemberg |
| 2024 | Ehrenamt                | Initiative BiciBus-Deutschland |
| 2025 | Infrastruktur           | Umbau der Louise-Schroeder-Straße in Hamburg-Altona |
| 2025 | Service & Kommunikation | BIKE IT! – Integration der Radkultur Bremens in das Stadtmarketing |
| 2025 | Ehrenamt                | AKTIONfahrRAD |

### Die fahrradfreundlichste Persönlichkeit
| Jahr | Preisträger                                                      |
| ---- | ---------------------------------------------------------------- |
| 2003 | Henning Scherf, damaliger Bürgermeister der Stadt Bremen         |
| 2004 | Jochen Senf, Schauspieler                                        |
| 2005 | Heike Götz, Moderatorin                                          |
| 2006 | Christian Ude, damaliger Oberbürgermeister der Stadt München     |
| 2007 | Holger Meyer, damaliger Vertriebsdirektor von Google Deutschland |
| 2008 | Leonard Lansink, Schauspieler                                    |
| 2009 | Klaus Töpfer, Politiker                                          |
| 2010 | Jürgen Trittin, Politiker                                        |
| 2011 | Wolke Hegenbarth, Schauspielerin                                 |
| 2012 | Wigald Boning, Komiker                                           |
| 2013 | Michaela May, Schauspielerin                                     |
| 2014 | Inge Niedek, Meteorologin                                        |
| 2015 | Boris Palmer, Oberbürgermeister der Stadt Tübingen               |
| 2016 | Peter Lohmeyer, Schauspieler                                     |
| 2017 | Sebastian Krumbiegel, Sänger der Band Die Prinzen                |
| 2018 | Hannes Jaenicke, deutsch-amerikanischer Schauspieler             |
| 2019 | Max Raabe, Sänger                                                |
| 2020 | Michael Kessler, deutscher Schauspieler                          |
| 2021 | Eckart von Hirschhausen, Moderator, Arzt & Komiker               |
| 2022 | Kristina Vogel, Bahnradsportlerin                                |
| 2023 | SC Freiburg, Fußballverein                                       |
| 2024 | Die Maus aus der Sendung mit der Maus                            |

### Sonderpreis
Sonderpreise wurden 2000 an den Verkehrsplaner Jürgen Göttsche für den Marler Ampelgriff, 2011 an Klaus Wörle für sein Engagement zur Aufhebung der Radwegebenutzungspflicht und 2022 an Oliver Sablowski für seine lastenradbasierte Corona-Teststation vergeben.